# GPG Suite
GPG Suite ist ein quelloffenes Installationspaket für Apples macOS, das die OpenPGP-Software zur E-Mail- und Datei-Verschlüsselung für Endanwender ohne technische Vorkenntnisse bereitstellt.
Damit bietet die Suite auf dem Mac einen leicht verständlichen Einstieg in Verschlüsselungstechnologien und ermöglicht einem breiten Anwenderkreis ihren Einsatz.
GPG Mail ist ein Plugin für macOS Mail und bietet eine nahtlose Integration der E-Mail-Verschlüsselung. Das Ver- und Entschlüsseln geschieht entsprechend den Nutzervorgaben nahezu automatisch. Nach einem kostenlosen 30-Tage-Testzeitraum kann ein kostenpflichtiger Support Plan erworben werden.
GPG Keychain ist der Schlüsselmanager zur Verwaltung der OpenPGP-Schlüssel. Die Oberfläche erlaubt das Erstellen, Verlängern oder Widerrufen von Schlüsseln sowie die Verwaltung von Benutzer-IDs und Unterschlüsseln.
GPG Services erlaubt Text- und Dateiverschlüsselung über das Servicemenü von macOS. Dadurch wird OpenPGP in allen Programmen benutzbar, welche z. B. Textfelder verwenden.
MacGPG ist die Portierung von GnuPG für macOS und kann via Kommandozeile verwendet werden.
Im August 2019 wurde hagrid eingeführt – ein neuer Schlüsselserver, bei dem die E-Mail Adresse zu verifizieren ist. Das verbesserte die Qualität der Suchergebnisse und erhöhte die Kontrolle der Nutzer über ihre auf dem Schlüsselserver gespeicherten öffentlichen Schlüssel.
Am 24. November 2020 wurde mit GPG Suite 2020.2 GPG Mail 5 vorgestellt, welches macOS Mojave, macOS Catalina und macOS Big Sur unterstützt.

## Rezeption
Die GPG Suite wird in der Fachpresse und von Nutzern für ihre benutzerfreundliche Aufbereitung von Verschlüsselungstechnologien gelobt. Besonders positiv hervorgehoben wird die einfache Integration in macOS sowie die Automatisierung von Verschlüsselungsprozessen, die es auch weniger technikaffinen Anwendern ermöglicht, sicher zu kommunizieren. GPG Mail wird als zuverlässiges und intuitives Tool bewertet, das nahtlos in die bestehende macOS Mail-Infrastruktur eingebunden werden kann.
Kritiker bemängeln jedoch gelegentlich den kostenpflichtigen Support Plan für GPG Mail nach Ablauf des Testzeitraums, was für manche Nutzer eine Hürde darstellt. Zudem gibt es immer wieder Berichte über Verzögerungen bei der Unterstützung neuer macOS-Versionen, was bei Updates des Betriebssystems zu temporären Einschränkungen führen kann. Trotz dieser Kritikpunkte bleibt die GPG Suite für viele Anwender die bevorzugte Lösung für E-Mail- und Dateiverschlüsselung unter macOS.